# Гаусгам
Гаусгам (нім. Hausham) — громада в Німеччині, знаходиться в землі Баварія. Підпорядковується адміністративному округу Верхня Баварія. Входить до складу району Місбах.
Площа — 22,28 км2. Населення становить 8432 ос. (станом на 31 грудня 2020).

## Географії

### Адміністративний поділ
Громада  складається з 13 районів:
- Абвінкль
- Агатарід
- Айгнер
- Альтаусгам
- Гаусгамер-Альм
- Гольц
- Кастен
- Мосрайн
- Райн
- Таль
- Тіфенбах
- Тратберг
- Нагельбах